# 센비키 요시노리
센비키 요시노리(일본어: 千疋 美徳, 1964년 1월 5일 ~ )는 일본의 전 축구 선수, 감독이다.

## 구단 경력
1985년부터 1990년까지 일본 사커 리그의 요미우리에서 뛰었다. 1990년 NKK SC로 이적했다.

## 지도자 경력
2003년 사간 도스의 감독으로 취임하였다. 2005년부터 2006년까지 뉴웨이브 기타큐슈에서 감독을 맡았다.